# Arne Anka

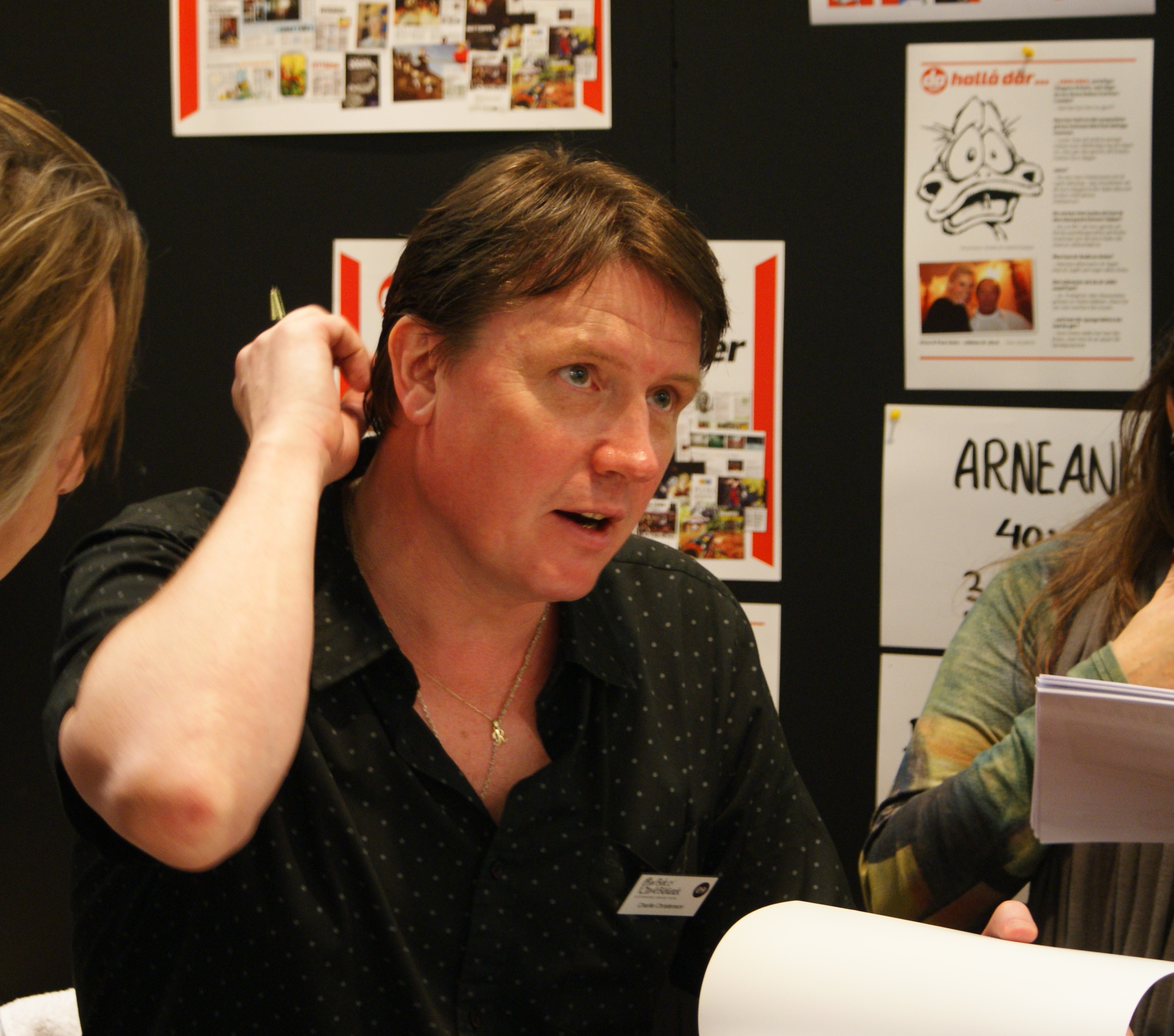
Charlie Christensen, der Autor von Arne Anka (2009)

Arne Anka ist eine schwedische Comicfigur.
Die Figur von Charlie Christensen (Pseudonym: Alexander Barks) ist eine zynische und anarchistische Ente. Sie ähnelt der Figur des Donald Duck (schwedisch: Kalle Anka) und war lange Zeit Objekt einer angedrohten Klage des Disney-Konzerns. Als Reaktion unterzog sich Arne nach einem vorgetäuschten Todesfall plastischer Chirurgie, um mit einem deutlich spitzeren Schnabel Disneys Drohung zu entgehen. Der neue Schnabel gefiel weder Arne noch den Lesern und so kaufte er sich nach einiger Zeit bei Butterick's, einem Scherzartikelgeschäft in der Stockholmer Innenstadt, einen Schnabel, der wie sein alter Schnabel aussah und den er mit einem Gummiband am Kopf befestigen konnte. Der Gummizug war ab diesem Zeitpunkt in den Zeichnungen immer sichtbar; im Falle einer Klage hätte Arne ihn abnehmen können.
Häufig betrinkt er sich in Zeke’s Bar, wo er auch philosophischen Gedanken über Gott und die Welt und das Leben im Allgemeinen nachhängt.

## Veröffentlichung
Die Comic-Reihe wurde von 1983 bis 1995 monatlich in der Zeitschrift der schwedischen Metallergewerkschaft Dagens Arbete und in vier Alben veröffentlicht, 1995 wurde zudem ein Theaterstück von Christiansen selbst produziert. 2004 erlebte die Ente ein Comeback neben der Figur Konrad K in einer neuen Serie der schwedischen Zeitung Dagens Arbete. Seit Dezember 2004 ist Arne wieder die Hauptfigur der Serie.